# Анна Маньяні
А́нна Манья́ні (італ. Anna Magnani; 7 березня 1908, Рим — 26 вересня 1973, Рим) — італійська акторка театру і кіно, виконавиця гострохарактерних та трагедійних ролей більш ніж у 50 фільмах, спектаклях та телефільмах, сценаристка. Лауреат Оскара 1956 за найкращу жіночу роль у фільмі «Татуйована троянда».

## Життєпис
Народилася в Римі. Про батьків майже нічого не відомо; з народження Анну виховувала бабуся. Дівчині більше подобалося бути на самоті, читати романи «плаща й шпаги». У 1923 році Анна побувала у Єгипті, де зустрілася з матір'ю. Повернувшись, Маньяні приймає рішення стати акторкою. Наступного року вступає до Академії драматичного мистецтва ім. Елеонори Дузе. Ще під час навчання її запрошують до провідної театральної трупи Рима, з якою Маньяні укладає першій свій контракт на півтора року. Довгий час грала другорядні ролі, і лише з 1928 року починає виконувати головні ролі в театрі (колишня прима вступила в шлюб і залишила театр). В цьому ж році гастролює з театральною труппою в Аргентині.
У 1934 році Анна Маньяні вперше знялася у кіно («Сліпа із Сорренто»), але її дебют пройшов непоміченим. Досить довго Маньяні не запрошували на головні ролі, вважаючи її обличчя некіногенічним, і давали лише невеличкі роботи та ролі в спектаклях.
Ситуація покращується у 1945 році, з роботою Маньяні у фільмі Роберто Росселліні «Рим — відкрите місто». Після цього фільму вона стає популярною і багато знімається вже у головних ролях: за 5 років — 13 кінострічок. Її героїні — це прості жінки з народу. Але з 1951 року Маньяні не запрошують для участі у фільмах. Тоді вона переїздить до Голлівуда, де має великий успіх. За найкращу жіночу роль у «Татуйованій троянді» Маньяні у 1956 році отримує «Оскар». На початку 60-х Анна Маньяні вичерпує ресурс своїх героїнь, тому повертається до Італії, де знову грає в театрі, знімається у телефільмах.
Померла в Римі 28 вересня 1973 року.

## Фільмографія
- 1934 — Сліпа із Сорренто / La cieca di Sorrento — Анна — коханка Ернесто
- 1938 — Княжна Тараканова / La principessa Tarakanova —  Марієтта
- 1941 — Тереза Венерді / Teresa Venerdì — Маддалена Тінтіні / Лоретта Пріма
- 1943 — Останній вагон / L'ultima carrozzella
- 1945 — Рим, відкрите місто / Roma città aperta — Піна
- 1946 — Геть багатство! / Abbasso la ricchezza!
- 1946 — Геть злидні
- 1946 — Бандит / Il bandito — Лідія
- 1947 — Депутатка Анджеліна / L'onorevole Angelina — Анджеліна Б'янкі
- 1947 — Мрії на дорогах / Molti sogni per le strade
- 1948 — Любов / L' Amore — жінка/Нанні
- 1951 — Найкрасивіша / Bellissima — Маддалена Чекконі
- 1952 — Золота карета / Le Carrosse d'or — Камілла / Коломбіна
- 1955 — Татуйована троянда / The Rose Tattoo — Серафина Дель Роза (Оскар 1956 за найкращу жіночу роль)
- 1956 — Сестра Летиція / Suor Letizia
- 1957 — Дикий вітер / Wild Is the Wind
- 1959 — Пекло в місті / Nella città l'inferno — Егле
- 1960 — Схильний до втечі / The Fugitive Kind — Леді Торренс
- 1962 — Мама Рома / Mamma Roma — Мама Рома

## Нагороди та номінації
- 1946 — Приз на кінофестивалі у Локарно
- 1947 — Кубок Вольпі за найкращу жіночу роль на кінофестивалі у Венеції
- 1956 — Премія «Оскар» за найкраща жіночу роль
- 1958 — Приз на кінофестивалі у Західному Берліні